# 分层理论
分層理論（英語：Social stratification theory）在社會學中通常指社會分層理論，研究社會如何制度化地將成員分為不同層級，以反映資源、權力與地位的不均等分配。

## 概述
社會分層指的是社會形成一種制度化的不均等體系，由社會群體在經濟、政治與地位方面的差異所構成。當這些差異導致部分群體擁有壓倒性優勢，包括地位、權力或特權時，社會就透過分層將成員分類成上下層級──也就是社會階層或等級制度。
社會階層具有以下四項重要原則：
1. 它不只是反映個人差異，更代表整個社會結構；
2. 階層具有代間傳遞性；
3. 具普遍性，但仍具流動性；
4. 涉及社會不平等，也與人們的信念系統相關。

## 理論流派

### 功能主義（結構功能論）
功能主義者認為社會階層是社會運作的必要結構，藉由將具有特殊才能的人置於更高階層，提供更多的報酬以激勵他們履行重要職能，促進社會整體運作與穩定。
法國社會學家杜爾克heim（Émile Durkheim）認為社會分工與階層結構的存在，有助於社會整合。不同成員因能力與智力差異適配於不同社會位置，促成穩定秩序。他將不平等分為「內在不平等」（先天差異）和「外在不平等」（制度與結構所致），並主張外在不平等應隨流動性提高而減少。

### 衝突理論
衝突理論（以卡爾·馬克思為代表）強調階級衝突與資源剝削。他認為社會階層主要依據經濟資源與生產工具的擁有進行劃分，資本家透過剝削勞工創造剩餘價值，維持其優勢地位。此外，馬克思主張經濟基礎決定上層建築，指出階級壓迫與意識形態的控制是維持不平等的重要機制。

### 馬克斯·韋伯的多元分層觀
德國社會學家馬克斯·韋伯提出社會分層的三大構成要素：物質（經濟）、聲望（社會地位）與權力。他認為這三者彼此交互作用，構成複合的社會層級體系。 階級是經濟資源的標示，地位代表社會評價與聲望，而權力則是影響他人、實現自己意願的能力。韋伯還提出「身份團體」（status group）概念，指出這些群體透過共享文化資本與社會資本來鞏固其地位。

## 當代議題與擴展
當代理論強調社會階層還受到性別、種族、宗教與年齡等多元因素影響，跨越傳統的經濟—政治—地位三軸分層模式。研究聚焦於這些因素如何產生交織性分層與結構性不平等。
教育成就也是重要中介變項。例如臺灣研究指出，家庭社經地位可解釋學業成就 12%～28% 的變異，且家庭文化環境（如書籍數量）、父母教育程度與職業類別對孩子成就具有顯著影響。